# Bugás csörgőfa
A bugás csörgőfa vagy egyszerűen csörgőfa (Koelreuteria paniculata) a szappanfavirágúak (Sapindales) rendjébe, a szappanfafélék (Sapindaceae) családjába tartozó fás szárú, lombhullató növényfaj. Kelet-Ázsiában, Kína és Korea területén őshonos, Európába a 16. században török közvetítéssel került, díszfaként termesztik. Japán tengerpartjain és Dél-Európában betelepült fajként vadon is él. Az USA keleti részén, főként Floridában inváziós fajnak tekintik.
Két változata ismert:
- Koelreuteria paniculata var. paniculata. Észak-Kínában és Koreában terjedt el. A levelek egyszeresen szeldeltek.
- Koelreuteria paniculata var. apiculata (Rehder & E.H.Wilson) Rehder (syn. K. apiculata). Nyugat-Kínában (Szecsuan) terjedt el, lépcsőzetesen átmenve a közép-kínai var. paniculata változattal. A nagyobb levélkéjű levelek gyakran kétszeresen szeldeltek.

## Jellemzői
5-10 méter magas, kerek koronájú fa. Kérge repedezett, világosbarna. Fiatal hajtásai vastagok, narancsos barnák. Levelei szárnyasan összetettek, 20–40 cm hosszúak, 11-13 erősen fűrészes szélű, csúcsos levélkéből állnak. A nagyobb levélkék a levél középpontján maguk is szeldeltek, de nem minden levél kétszer szeldelt, mint a Koelreuteria bipinnata fajnál. A levéllemez fényes zöld színű, fonákján kékes árnyalatú. Ősszel a levelek aranyos sárga, majd barna színt kapnak. A nyár második felében virágzik, az apró, illatos sárga, négy szirmú virágok látványos végálló bugavirágzatot alkotnak. Hímnős virágait méhek porozzák. Három élű toktermése 3–6 cm hosszú, 2–4 cm széles, felfújt hólyagra emlékeztet. Színe éretlenül zöld, éretten narancssárgás, ősszel sötétbarna. Egész télen díszíti a fát. A termés sötétbarna vagy fekete, 5–8 mm átmérőjű magokat tartalmaz, melyek sütve ehetők, de fogyasztásuk nem terjedt el.

## Termesztése
Fény- és melegkedvelő, szárazságtűrő, a talajra és a városi levegőre nem érzékeny növény, ezért utcafának is kiváló, de parkokban is szép látványt nyújt. Az erős szelet jól viseli, ám a tengervíznek való kitettségre érzékeny.

## Képek

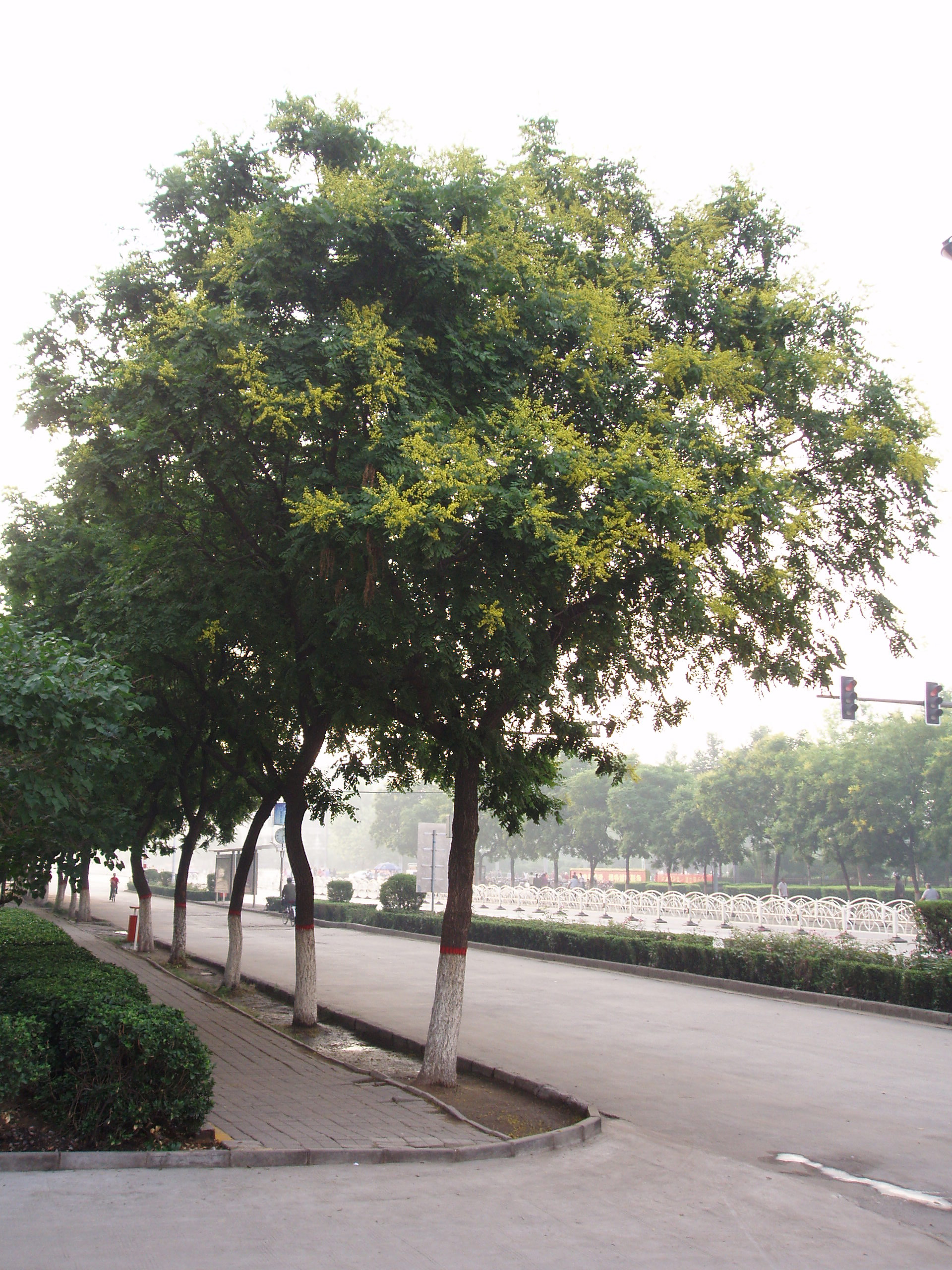
Csörgőfa
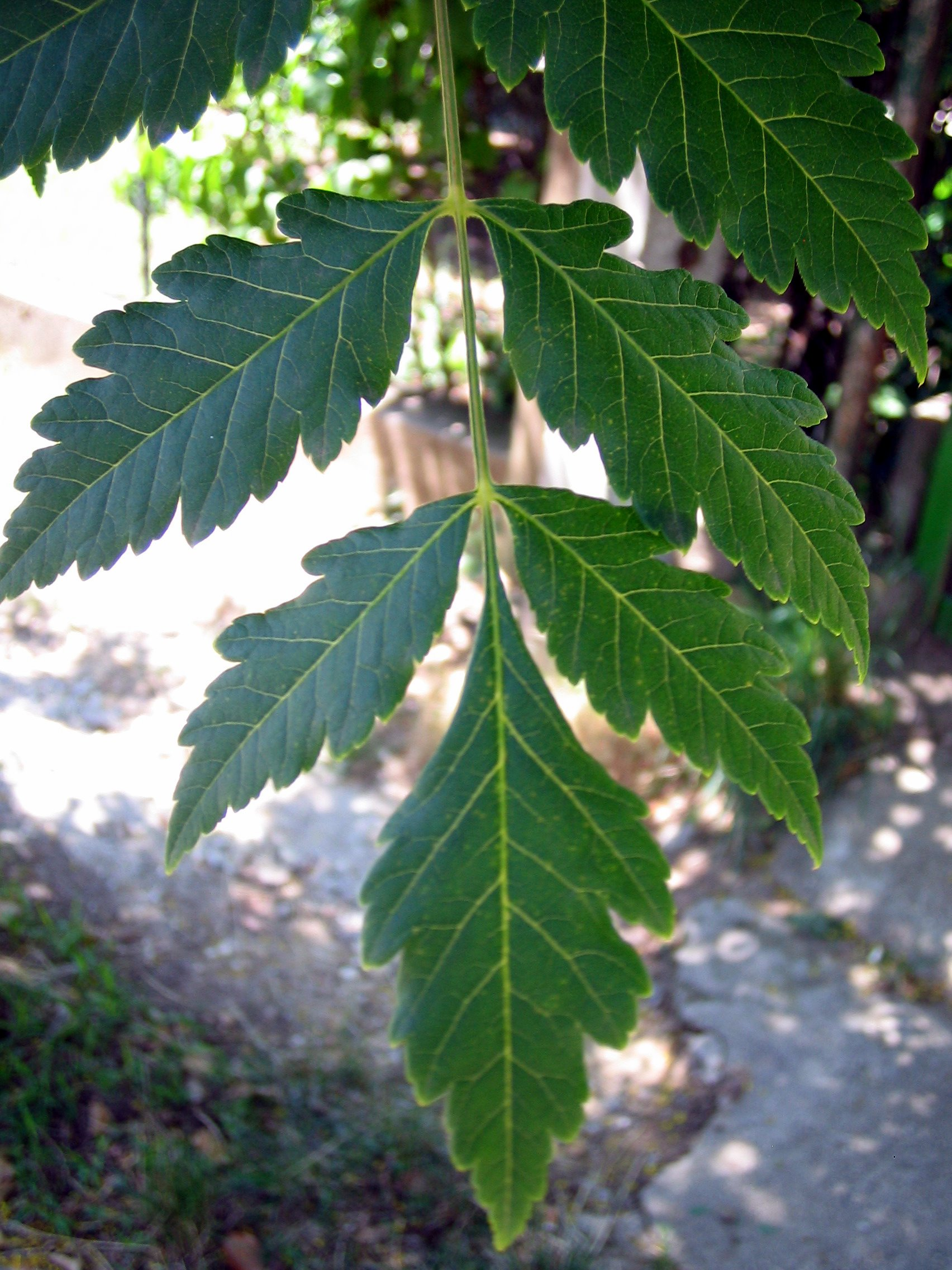
Fűrészes szélű, csúcsos levelei
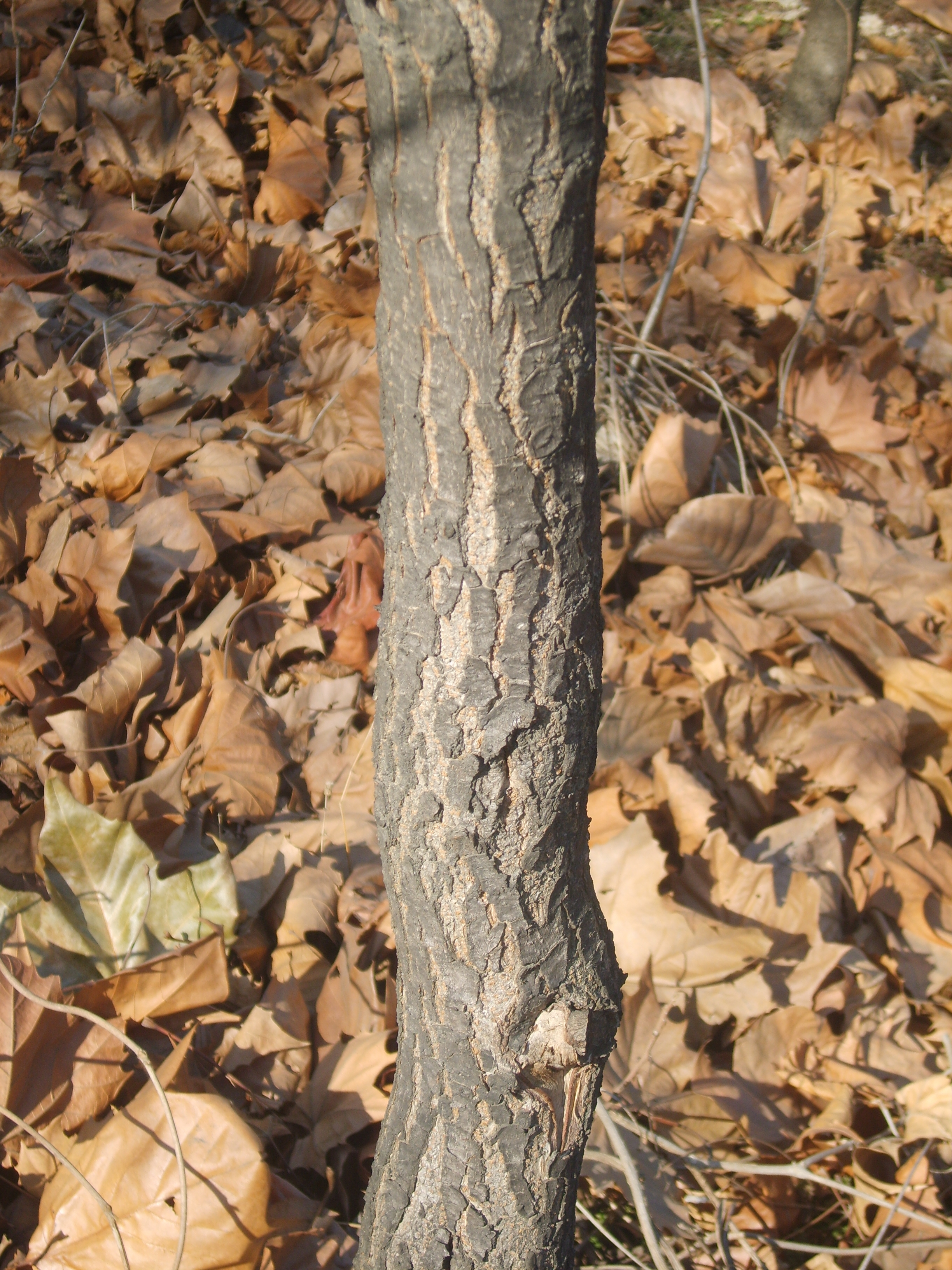
Törzse
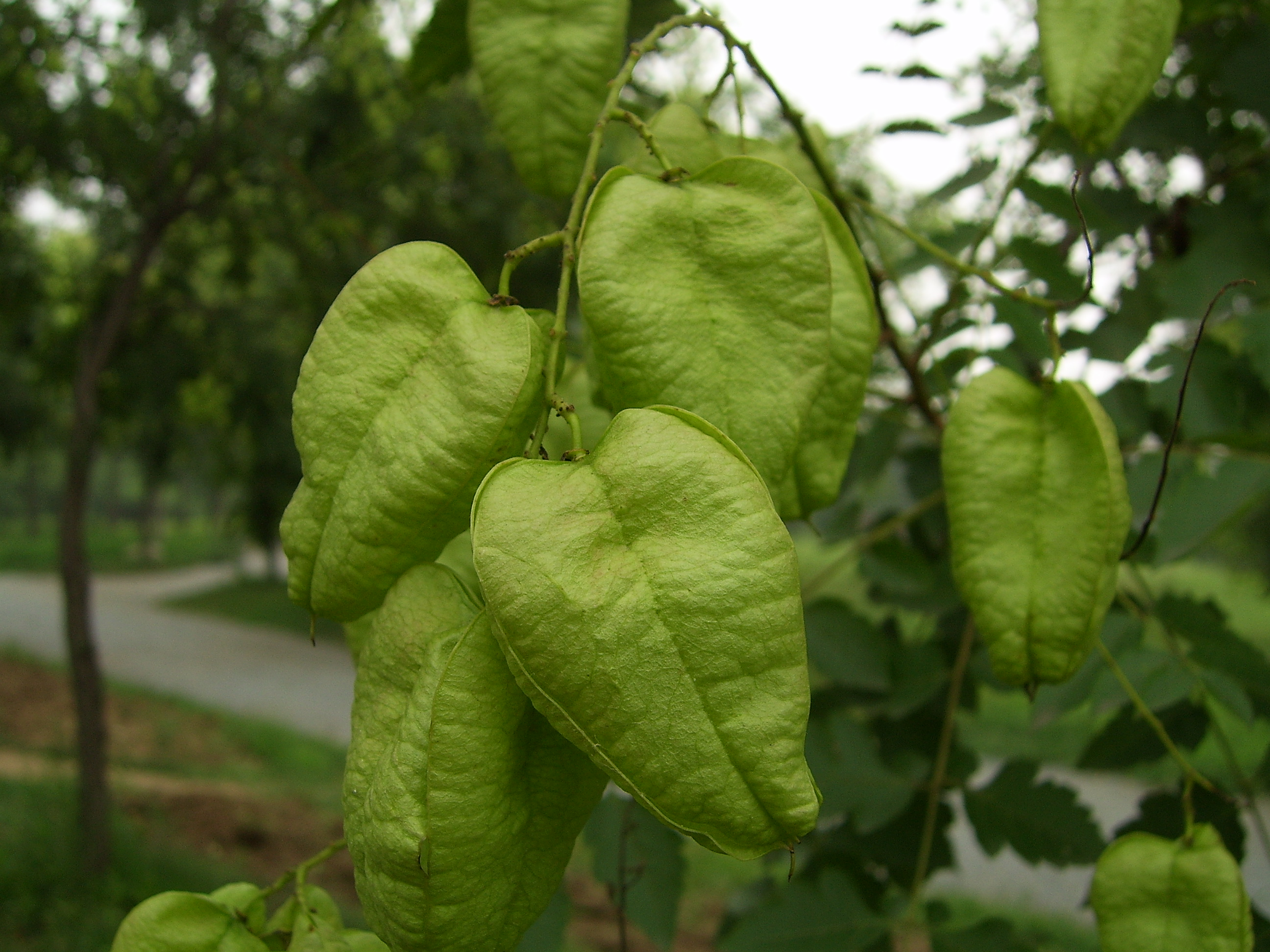
Termése még zölden
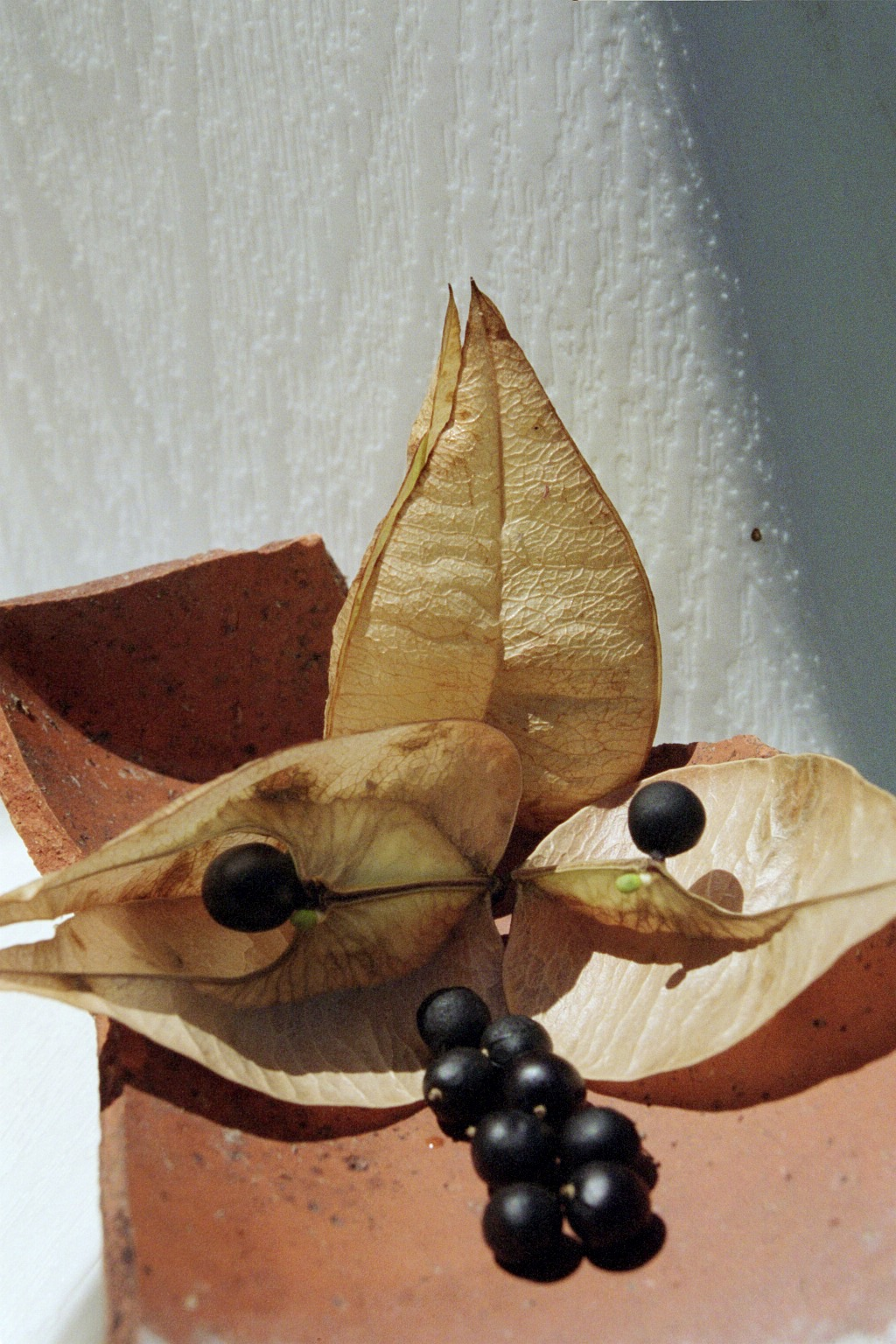
Termése a magokkal
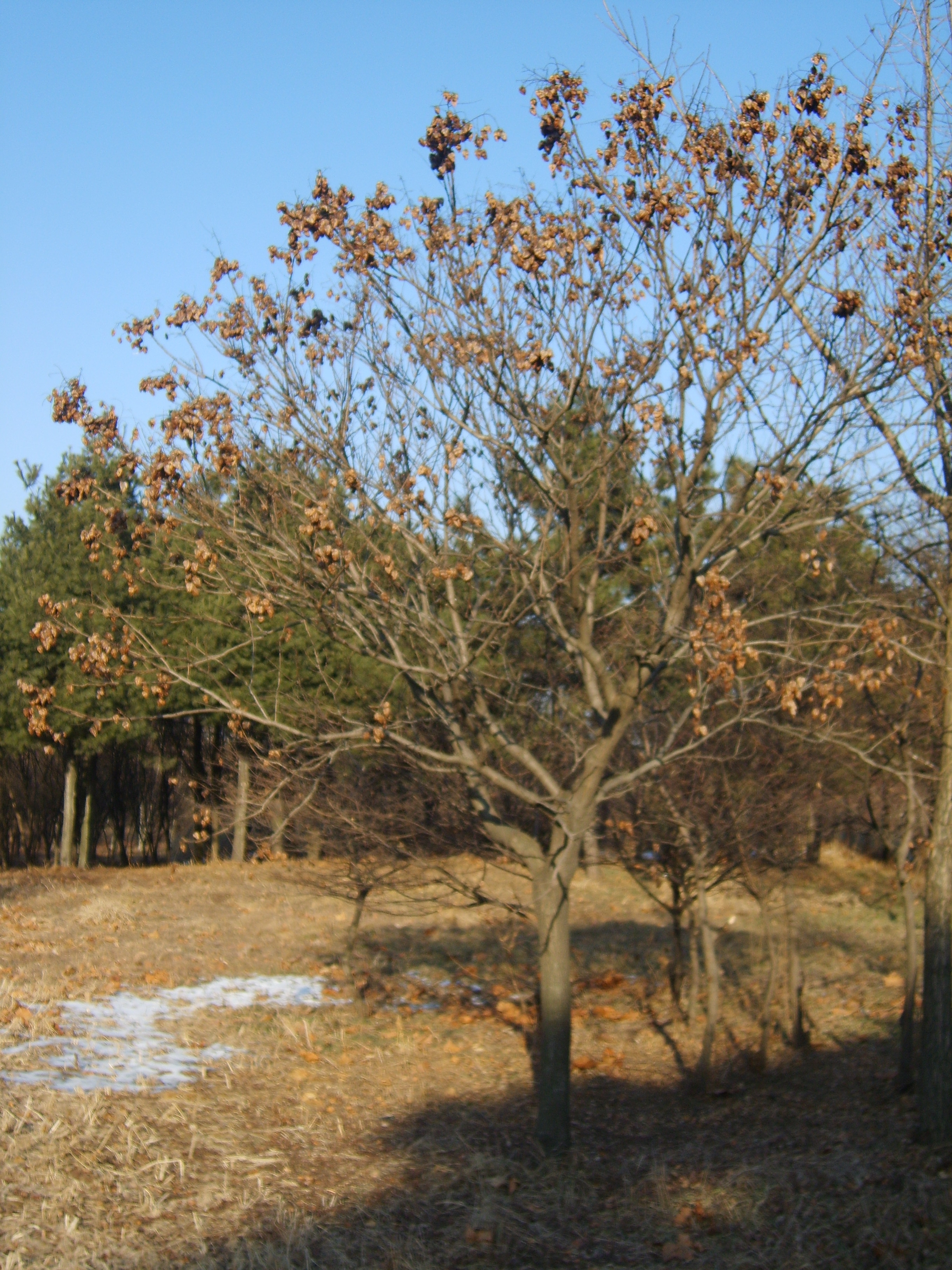
Télen

## Fordítás
- Ez a szócikk részben vagy egészben  a   Koelreuteria paniculata című angol Wikipédia-szócikk ezen változatának fordításán alapul.  Az eredeti cikk szerkesztőit annak laptörténete sorolja fel. Ez a jelzés csupán a megfogalmazás eredetét és a szerzői jogokat jelzi, nem szolgál a cikkben szereplő információk forrásmegjelöléseként.